# Julie McBride
Julie Anne McBride (Troy, 24 settembre 1982) è un'ex cestista statunitense naturalizzata polacca.

## Carriera
Con la Polonia ha disputato i Campionati europei del 2015.